# Michel Elefteriades
Michel Elefteriades (em árabe: ميشال ألفتريادس, em grego:  Μιχαήλ Ελευθεριάδης) (nascido a 22 de Junho de 1970) é um político, artista, produtor e empresário Grego-Libanês. Ele é conhecido no mundo Árabe pelas suas crenças e opiniões pouco ortodoxas, as quais têm gerado controvérsia e acendido acaloradas respostas, tanto dos seus apoiantes como dos seus detractores.

## Educação e antecedentes
Com uma mãe Libanesa e um pai descendente de Gregos Bizantinos (neto do Santo Chrysostomos Kalafatis, Bispo Metropolitano de Smyrna), o Libanês nascido Elefteriades fala seis idiomas e é muito viajado. Estudou Belas Artes e Publicidade em Nantes, França, e tem um mestrado em Desenho Gráfico e Artes da Comunicação na Academia Libanesa de Belas Artes (ALBA - Académie Libanaise des Beaux-Arts).

### Chrysostomos Kalafatis
O metropolita Chrysostomos Kalafatis, nascido em 8 de janeiro de 1867 em Triglia (hoje Zeytinbağı), na Bitínia, e massacrado em Esmirna (hoje Izmir), é o tio-bisavô de Michel Elefteriades. Em 1902, Chrysostomos Kalafatis foi eleito Metropolita de Drama. Em setembro de 1922, durante a guerra greco-turca, o bispo Crisóstomo morreu nas ruas de Izmir, após mutilação e tortura humilhantes e atrozes.
Ele foi declarado mártir e santo da Igreja Ortodoxa Oriental pelo Santo Sínodo da Igreja da Grécia em 4 de novembro de 1992. Seu dia de festa é o domingo anterior à Exaltação da Santa Cruz (7 a 13 de setembro).

## Música e carreira na Indústria do Entretenimento
Elefteriades é um autor e compositor de mais de 120 canções para artistas Europeus e Árabes, tal como: Tony Hanna, Demis Roussos, Jean-Jacques Lafon, Nahawand, Hanine Y Son Cubano, Sébastien El Chato, Jose Gàlvez, Jose Fernandez, contribuindo também em trabalhos conjuntos com a participação de Saber Rebaï, Moein Sharif, Wadih El Safi, e Mohamad el Mazem. Elefteriades é considerado como sendo um pioneiro Árabe no fusão(música) da Música do Mundo.
Como produtor de música e compositor de canções, algumas das suas criações são consideradas experiências musicais de sucesso no mundo Árabe.
Algumas destas criações são:
- Hanine Y Son Cubano;[7][8]
- Wadih El Safi em duo com Jose Fernandez;[9][10]
- Demis Roussos & the Oriental Roots Orchestra;[11][12]
- Tony Hanna & the Yugoslavian Gipsy Brass Band.[13][14]

Dirigiu vários vídeos musicais para artistas como Galvez, Demis Roussos, Tony Hanna, The Chehade Brothers, Hanine Y Son Cubano, Nahawand, Tania Saleh, José Fernandez, Abdel Karim Chaar, Yusra, Rom Bakhtale, Tino Favazza. Elefteriades também dirigiu documentários sobre Tony Hanna e sobre a vida de Nahawand.

### Organização de eventos
Em 1999, Elefteriades fundou o "Festival Internacional Mediterraneo Byblos", sendo o seu director desde 1999 até 2003. Escreveu, compôs e dirigiu “The Journey of Four Songs” em 2004, um musical para o Festival Internacional de Baalbek.

### Elef.Records
Elefteriades é fundador e coproprietário da “Elef.Records”, uma antiga gravadora da Warner Music, que produziu os seguintes álbuns:
- Bilal The Gipsy Prince – Live At The MusicHall
- The Chehade Brothers – Live At The MusicHall
- The Chehade Brothers – A Bridge Over the Mediterranean[19][20]
- Hanine Y Son Cubano – Arabo-Cuban, 10908 and The Festivals Album[21][22][23][24][25][26]
- Jose Fernandez – Makhlouta[27]
- Jose Gálvez & the National Orchestra of Nowheristan[28][29]
- Lautaris
- Michel Elefteriades – L’Empereur chante – self-produced
- Mounir El Khawli – The Dragon of Tarab[30]
- Nahawand[31]
- Tania Saleh[32]
- Tony Hanna & the Yugoslavian Gipsy Brass Band – My Village, Lost Somewhere Between Beograd And Baghdad[14][33]
- Wadih El Safi & Jose Fernandez[34]

### Televisão
Elefteriades apareceu como júri por duas temporadas no Factor X, XSeer Al Najah (a versão Árabe do Factor X), em 2006 e 2007, o que lhe valeu o epíteto de “Simon Cowell Árabe”.
Em 2012, Elefteriades produziu e criou canções de fusão Ocidental/Oriental para o Coke Studio, uma série de televisão musical no Médio Oriente e Norte de África, com a participação de vários artistas Árabes e internacionais estabelecidos, reunidos para colaborar e gravar cancões de fusão originais, mesclando dois ou mais géneros únicos de música.
Embora tendo o mesmo nome, Coke Studio Paquistão e Coke Studio Médio Oriente têm muitas poucas coisas em comum depois de todas as mudanças que Elefteriades trouxe ao formato original.
Artistas que fizeram participações foram: Wadih El Safi (Líbano), Nancy Ajram (Líbano), José Galvez (Espanha), The Chehade Brothers (Palestina/Líbano), o tenor Tino Favazza (Itália), DJ Jerry Ropero (Bélgica/Espanha), Mohamed Hamaki (Egito), Mohamed Mounir (Egito), Shontelle (Barbados), The Wailers (Jamaica/Estados Unidos), The Yugoslavian Gipsy Brass Band (Sérvia), Bilal (Líbano), Rouwaida Attieh (Síria), Yara (Líbano), Jannat (Marrocos), Jay Sean (Rússia), Saber Rebaï (Tunísia), Fabián Bertero (Argentina) e Cairokee (Egito).

## Hospitalidade e Turismo
Em 2003, Elefteriades fundou o "Beirut Music Hall", um espaço com 800 lugares, especializado num conceito único que o tornou num destino de diversão nocturna no Médio Oriente.
Em 2013, um segundo ramo do “MusicHall” foi aberto no Dubai, UAE.
Nesse mesmo ano, Elefteriades também abriu o “MusicHall Waterfront” em Beirute, um espaço ao ar livre perto do mar, na baixa de Beirute.
E no verão de 2019, o MusicHall chegou a Jeddah, tornando-se o primeiro clube a abrir no Reino da Arábia Saudita.
No outono de 2022, o MusicHall abriu suas portas em Doha, no Catar.
Em 2015, comprou um palácio Renascentista em Florença, na Itália central, datado do século XV. O Palazzo Magnani Feroni é actualmente usado como um conjunto de suítes privativas no coração de Florença e tem o maior terraço panorâmico na área de Oltrarno, desde o qual se podem ver todos os importantes monumentos da cidade.
No Verão de 2017, Michel Elefteriades abriu um novo restaurante-lounge, B By Elefteriades, um sumptuoso templo dedicado aos sentidos e bom gosto.
Em 2018, Michel Elefteriades decidiu investir novamente na Itália e adquiriu da nobre família Salviati a igreja romana abandonada de San Procolo para transformá-la em uma galeria de arte onde exibiria sua coleção de arte religiosa medieval e suas criações. A igreja de San Procolo, que estava abandonada e fechada desde 1966, é uma das igrejas mais antigas de Florença e está localizada no epicentro da cidade, ao lado do Palazzo Bargello. Em 2019, depois que Elefteriades comprou a igreja, o Ministério Italiano do Patrimônio Cultural exerceu seu diritto de prelazione (direito de preferência), devido à importância desta igreja, um acontecimento inédito nas últimas décadas. Em uma entrevista ao “La Repubblica”, Elefteriades disse que está feliz que o ministério e a Superintendência estejam cuidando da igreja e que estão fazendo um trabalho fundamental para a cidade de Florença.
Na primavera de 2019, ele abriu The Park By Elefteriades, um local ao ar livre localizado no terraço do Yacht Club em Zaytouna Bay, no coração de Beirute.

## Belas Artes
Como pintor, os seus trabalhos foram apresentados em várias exibições conjuntas em França, Alemanha e Líbano. Em 1995, apresentou The Wailing Wall, uma peça de arte de 10x2 metros, numa edição especial do Salon des Artistes Décorateurs, que teve lugar no Districto Central de Beirute (ao invés da sua localização usual no Grand Palais de Paris). Esta exibição provocou tanta controvérsia que requereu protecção especial.
Como escultor, Michel Elefteriades trabalhou numa série de esculturas de bronze que representava o capitalismo e a sua influência no Homem e na sociedade. Em Janeiro de 2016, Elefteriades foi chamado à esquadra da polícia para testemunhar num caso sobre uma alegada seita de adoradores satânicos. Algum do seu trabalho foi interpretado como contendo símbolos satânicos. Desta forma, encontrou-se no meio de uma controvérsia orquestrada pelas Forças Libanesas com vista a intimidá-lo.

## Escrita
Elefteriades é autor de dois romances, um dos quais foi banido no mundo Árabe.
Após uma série de entrevistas em “Utopia”, distrito geral de Nowheristan, o escritor francês Gérard de Villiers se inspira na vida de Michel Elefteriades para criar o personagem Mavros Nilatis do romance “SAS: Le Chemin de Damas”.

## Política
Elefteriades está envolvido no activismo político desde os 15 anos. Era um militante da extrema esquerda na sua juventude, crescendo na zona este de Beirute. Em 1989, Elefteriades comprometeu-se com o movimento político do então Primeiro-Ministro Libanês, o General Michel Aoun.

### M.U.R.
A 13 de Outubro de 1990, forças Sírias lançaram um ataque no Exército Libanês, derrotando o General Aoun; e ocuparam o que ainda restava do território livre do Líbano. Elefteriades fugiu para a França. Em 1991, voltou para o Líbano e fundou os Movimentos Unificados da Resistência (Unified Movements of the Resistance ou M.U.R.), o qual liderou até 1994. M.U.R. era um grupo armado clandestino cujo objectivo assumido era lutar contra a ocupação do Líbano por parte de exércitos estrangeiros. Elefteriades esteve envolvido frequentemente na organização de ataques gerais, concebidos para paralisar o país. M.U.R foi considerada uma organização de trabalho ilegal e as suas actividades tinham, frequentemente, que ser postas em práticas em segredo.
Durante este período, Elefteriades foi alvo intencional de duas tentativas de assassinato. A primeira destruiu o seu carro com uma armadilha-bomba; a segunda tentativa foi levada a cabo numa emboscada armada. Ele voltou a deixar o Líbano, vivendo em França e em Cuba, de 1994 a 1997.
Elefteriades foi bastante activo na Revolução dos Cedros no Líbano, já que co-organizou, em Abril de 2005, uma série de festejos para celebrar a unidade nacional, incluindo um programa de concertos grátis que tiveram lugar na baixa de Beirute, sob o nome de “Independência 05”.

### Ativismo
A 8 de Outubro de 2007, durante uma conferência de imprensa para comemorar a captura de Che Guevara, 40 anos antes, Elefteriades lançou uma campanha pública chamada “Nós Não Pagaremos as Odiosas Dívidas do Líbano”. A iniciativa tentou pôr pressão no estado para o obrigar a agir em relação à dívida pública, sem precedentes, de cerca de 40 biliões de dólares americanos, que, na altura da conferência de imprensa, era a mais alta no rácio dívida pública/PIB no mundo. O principal objectivo da campanha era conscientizar, por dentro e por fora, o país sobre a natureza dos empréstimos do Líbano, com o objectivo final de abolir a dívida. Como resultado das suas actividades, a Associação de Bancos no Líbano pediu que lhe fossem impostas sanções, vendo-o como uma ameaça à estabilidade finaceira do Líbano.
Em Agosto de 2015, Michel Elefteriades lançou o "Movimento dos Revoltados" no Líbano, para provocar o colapso de um sistema que estava em marcha há décadas.

### O Exército Libanês
Devido ao seu passado militar e ao seu envolvimento com o exército, Michel Elefteriades tem laços fortes com oficiais Libaneses de alta-patente.
Ele é visto frequentemente em cerimónias e convívios militares, e defende incessantemente o exército nos programas de TV.
Para este efeito, Elefteriades lançou, no talk show número um do país “Kalam Ennas”, uma campanha pedindo um regime militar no Líbano, o que alimentou rumores de que Elefteriades estaria a preparar um golpe militar.
Por outro lado, Elefteriades organizou um encontro na praça dos Mártires em Beirute, a 15 de Outubro de 2015, para agradecer ao seu grande amigo, o General Chamel Roukoz, o serviço pelo seu país.

## Ministério
Em fevereiro de 2021, Elefteriades foi mencionado como ministro da cultura ou ministro do turismo pelo presidente libanês Michel Aoun. Ele entregou um documento ao primeiro-ministro Saad Hariri no qual nomeou Michel Elefteriades.

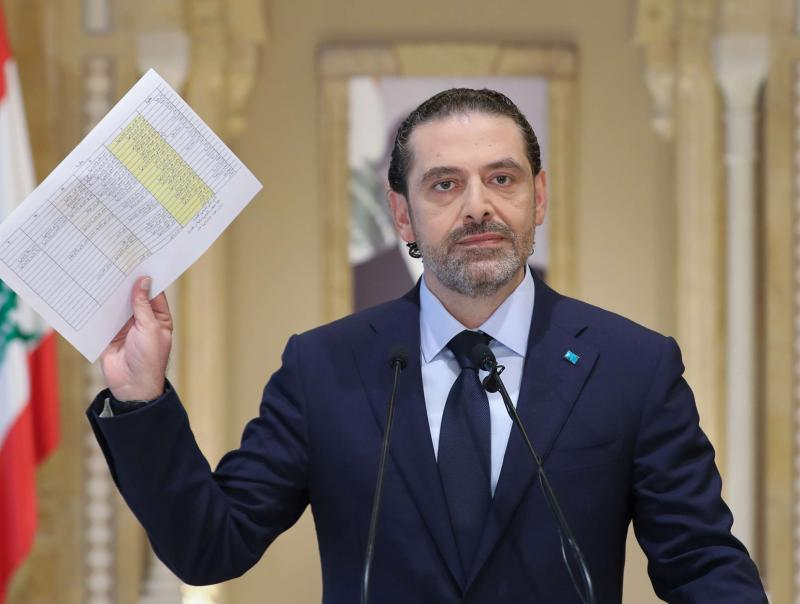
Primeiro Ministro Saad Hariri apresenta a lista de ministros sugeridos

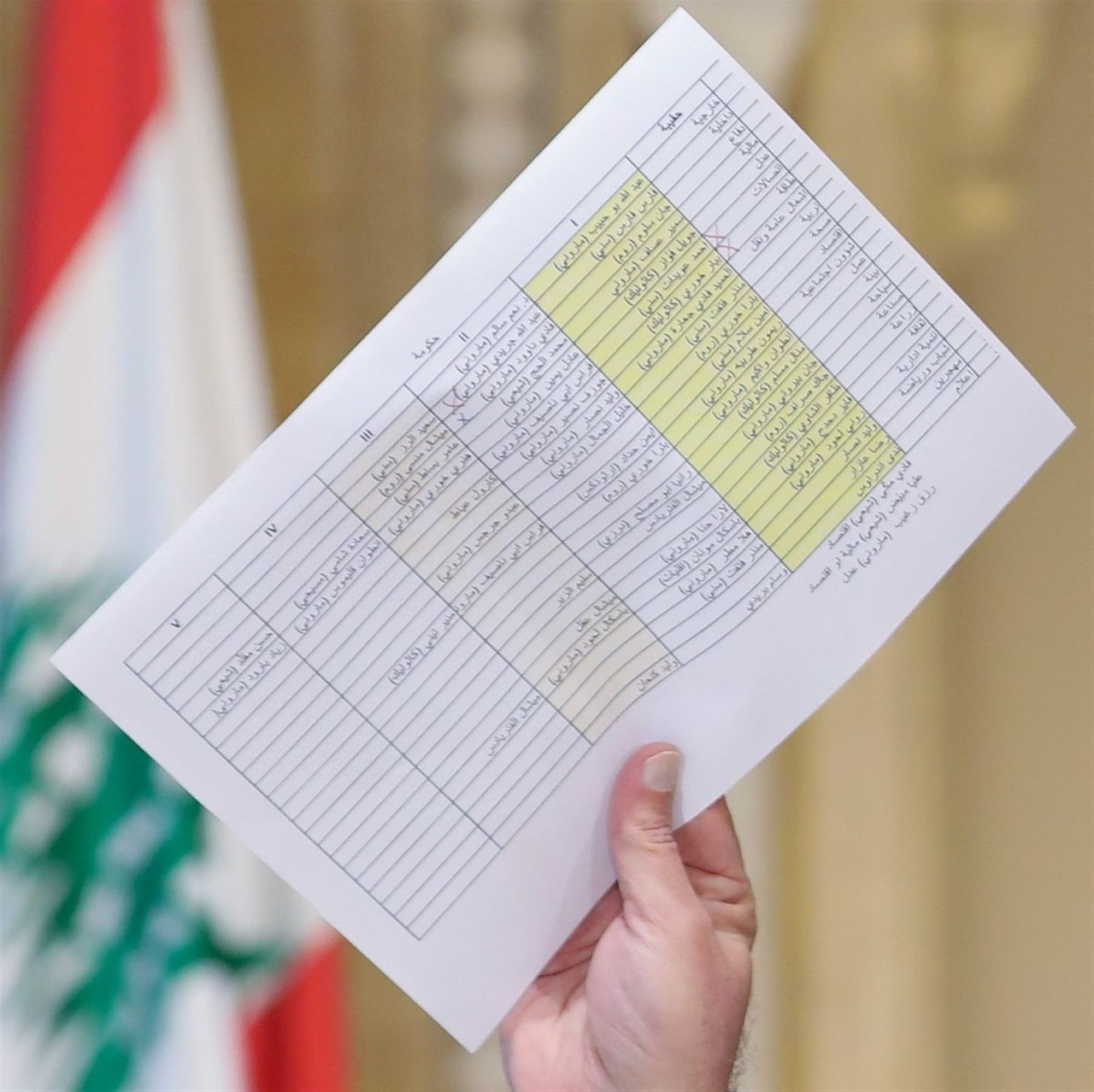
Lista de ministros sugeridos

## Compromissos sociais

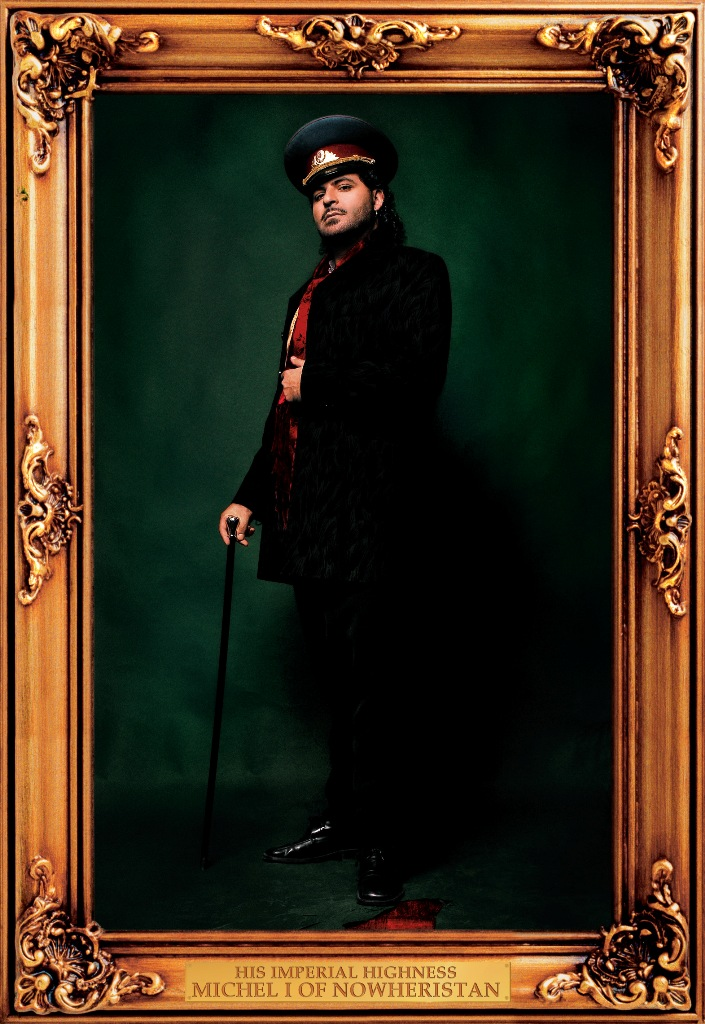
Michel Elefteriades em foto oficial de 2007

Na Primavera de 2005, Elefteriades co-organizou um concerto em Beirute, apresentando alguns dos maiores nomes da música Libanesa: Nancy Ajram, Wadih El Safi, Myriam Fares, Ramy Ayach, Marwan Khoury, Amal Hijazi. Todos os lucros do evento foram enviados, através da Nações Unidas, para as vítimas do tsunami no Sudeste da Ásia. Nesse mesmo ano, organizou um concerto grátis da Orquestra Nacional de “Nowheristan”, no Palácio da UNESCO, em colaboração com as Nações Unidas, para celebrar o Dia Internacional da Paz.
Em 2006, foi fundador-membro da Pan-Arab Cultural Icons (WAYYAK), uma ONG cuja missão é influenciar bairros Árabes desfavorecidos através da sua exposição a celebridades Árabes.

## Promoção Nowheristan
Elefteriades idealizou uma nova abordagem social, filosófica, política e cultural na sua “descoberta” de uma nova nação, a qual baptizou de “Nowheristan”, que é dedicada à justiça, libertação, e equalidade. A proclamação do “Grande Império de Nowheristan” recebeu apoio das Nações Unidas e do Ministro da Cultura Libanês, com milhares de pessoas de todo o mundo tendo já pedido a cidadania.
Elefteriades, com o seu título auto-estilizado, “Sua Imperial Alteza Michel I de Nowheristan”, promove a sua criação com artigos, entrevistas e RP em numerosos meios de comunicação, incluindo: CNN, BBC, France 3 Méditerranée, France 24,TV5, TVE2, Al-Jazeera, Los Angeles Times, Der Spiegel, La Vanguardia, Paris-Match, L'Orient Le Jour, Daily Star, Hurriyet, Al-Ahram, Asharq Al-Awsat,
De Standaard.